# Orkus
Orkus – w mitologii rzymskiej demon śmierci. Utożsamiany z Tanatosem, Plutonem, Dis Paterem i w mniejszym stopniu, z Hadesem. Imię to dotyczy karzącego aspektu bóstwa, w szczególności karania śmiercią i dręczenia po śmierci grzeszników łamiących dane słowo, kłamców, zdrajców. Jego imieniem określano także świat podziemny.
Nie zachowały się żadne szersze przekazy dotyczące tego bóstwa, zaś jego imię i pochodzenie były niejasne już w starożytności.
Imię prawdopodobnie stanowi transliterację imienia greckiego demona Horkosa, syna Eris, personifikację przysięgi.
Świątynia Orkusa mogła istnieć na Palatynie.